# Rosenkors-Orden
Rosenkors-Orden, Antiquus Mysticusque Ordo Rosae Crucis (AMORC), är en ideell organisation som definierar sig som "en världsomspännande ideell organisation som förmedlar praktisk och teoretisk kunskap om andlig och personlig utveckling". Rosenkors-Orden AMORC grundades 1915 i USA av Harvey Spencer Lewis.   

## Historia
Grunden för organisationen lades 1915, då H. Spencer Lewis mottog en koncession från Theodor Reuss, ledaren för Ordo Templi Orientis (OTO), och påbörjade arbetet med att grunda en loge i USA. Efter flera misslyckade försök bildades AMORC i Florida 1925. Två år senare flyttade Spencer och hans familj, som tillsammans innehade de flesta posterna i den nybildade orden, verksamheten till San Jose i Kalifornien och köpte ett tryckeri och en radiosändare.
Förutom att han hade en bakgrund inom det ockulta var Lewis en mycket skicklig marknadsförare och reklamman, och när AMORC väl hade kommit på fötter lockade den nya orden till sig en växande ström av medlemmar. Därigenom drog den till sig oönskad uppmärksamhet från R. Swinburne Clymer, ledare för Fraternitas Rosae Crucis (FRC) med säte i Pennsylvania, som hävdade att FRC hade ensamrätten att använda termen Rosae Crucis, Rosenkorsare. Under en stor del av 1930-talet förde de båda ordnarna en aggressiv men resultatlös strid om sina respektive ursprung, en strid som till slut gick till domstol. Mitt under denna kamp erbjöd sig Aleister Crowley att stödja Lewis mot Clymer, men Lewis tackade nej.
När Lewis gick bort 1939 övertogs posten som imperator av hans son, Ralph Maxwell Lewis. De flesta av AMORC:s ursprungliga monografier och ritualer drogs in kort därefter och har inte använts sedan dess. Med en ny serie ritualer och läror utvecklades AMORC till den kanske mest framgångsrika av alla hemliga ordnar under 1900-talet, och organisationen finns nu i de flesta amerikanska städer och i många andra länder världen över.
När Ralph Maxwell Lewis gick bort 1987 övertogs posten som imperator av Gary L. Stewart. Två år senare 1990, avsattes Stewart av AMORC:s styrelse efter att ha åtalats för förskingring. Stewart ersattes av Christian Bernard, som var imperator ända till 2019.
I augusti 2001 höll världskonventionen till i Göteborg.